# Natació als Jocs Olímpics d'Estiu de 1932
Als Jocs Olímpics d'Estiu de 1932 celebrats a la ciutat de Los Angeles (Estats Units) es disputaren onze proves de natació, sis en categoria masculina i cinc en categoria femenina.

## Resum de medalles

### Categoria masculina
| Prova                   | Or                                                                        | Or      | Plata                                                                      | Plata   | Bronze                                                                 | Bronze  |
| 100 m lliures detalls   | Yasuji Miyazaki                                                           | 58.2    | Tatsugo Kawaishi                                                           | 58.6    | Albert Schwartz                                                        | 58.8    |
| 400 m lliures detalls   | Buster Crabbe                                                             | 4:48.4  | Jean Taris                                                                 | 4:48.5  | Tsutomu Oyokota                                                        | 4:52.3  |
| 1.500 m lliures detalls | Kusuo Kitamura                                                            | 19:12.4 | Shozo Makino                                                               | 19:14.1 | James Cristy                                                           | 19:39.5 |
| 100 m esquena detalls   | Masaji Kiyokawa                                                           | 1:08.6  | Toshio Irie                                                                | 1:09.8  | Kentaro Kawatsu                                                        | 1:10.0  |
| 200 m braça detalls     | Yoshiyuki Tsuruta                                                         | 2:45.4  | Reizo Koike                                                                | 2:46.6  | Teofilo Yldefonso                                                      | 2:47.1  |
| 4x200 m lliures detalls | JapóHisakichi Toyoda · Masanori Yusa · Yasuji Miyazaki · Takashi Yokoyama | 8:58.4  | Estats UnitsGeorge Fissler · Frank Booth · Manuella Kalili · Maiola Kalili | 9:10.5  | HongriaAndrás Wanié · András Székely · István Bárány · László Szabados | 9:31.4  |

### Categoria femenina
| Prova                   | Or                                                                           | Or     | Plata                                                                        | Plata  | Bronze                                                                    | Bronze |
| 100 m lliures detalls   | Helene Madison                                                               | 1:06.8 | Willy den Ouden                                                              | 1:07.8 | Eleanor Saville                                                           | 1:09.3 |
| 400 m lliures detalls   | Helene Madison                                                               | 5:28.5 | Lenore Kight                                                                 | 5:28.6 | Jenny Maakal                                                              | 5:47.3 |
| 100 m esquena detalls   | Eleanor Holm                                                                 | 1:19.4 | Bonnie Mealing                                                               | 1:21.3 | Elizabeth Davies                                                          | 1:22.5 |
| 200 m braça detalls     | Clare Dennis                                                                 | 3:06.3 | Hideko Maehata                                                               | 3:06.4 | Else Jacobsen                                                             | 3:07.1 |
| 4x100 m lliures detalls | Estats UnitsHelen Johns · Eleanor Saville · Josephine McKim · Helene Madison | 4:38.0 | Països BaixosWilly den Ouden · Puck Oversloot · Corrie Laddé · Maria Vierdag | 4:47.5 | Regne UnitMargaret Cooper · Elizabeth Davies · Edna Hughes · Helen Varcoe | 4:52.4 |

## Medaller
| Posició | País          | Or | Argent | Bronze | Total |
| 1       | Japó          | 5  | 5      | 2      | 12    |
| 2       | Estats Units  | 5  | 2      | 3      | 10    |
| 3       | Austràlia     | 1  | 1      | 0      | 2     |
| 4       | Països Baixos | 0  | 2      | 0      | 2     |
| 5       | França        | 0  | 1      | 0      | 1     |
| 6       | Regne Unit    | 0  | 0      | 2      | 2     |
| 7       | Dinamarca     | 0  | 0      | 1      | 1     |
| 7       | Hongria       | 0  | 0      | 1      | 1     |
| 7       | Filipines     | 0  | 0      | 1      | 1     |
| 7       | Sud-àfrica    | 0  | 0      | 1      | 1     |